# Rafael Moneo
José Rafael Moneo Vallés (Tudela, Navara, 9. svibnja 1937.) je španjolski arhitekt i teoretičar arhitekture koji je kao eklektičar uspio ostvariti mnoge konceptualne ideje jasnih formi, funkcija, klimatskih odlika i sl., i premda su sve njegove zgrade jedinstvene, jasno su prepoznatljive kao dio njegove palete; dobitnik Pritzkerove nagrade za arhitekturu (1996.), poznat i kao jedan od istaknutih autora postmoderne arhitekture. 

## Životopis
Rafael Moneo je rođen u Tudeli (Navara, Španjolska) i studirao je na Visokoj školi arhitekture u Madridu (Escuela Técnica Superior de Arquitectura de Madrid, ETSAM) te na Tehničkom sveučilištu u Madridu (Universidad Politécnica de Madrid, UPM) na kojoj je diplomirao arhitekturu 1961. godine. Od 1958. – 61. god. radio je u madridskom uredu arhitekta Francisca Javiera Saenza de Oiza. Godine 1963. dobio je dvogodišnju stipendiju za postdiplomski studij španjolske akademije u Rimu, koja je imala veliki utjecaj na njegov kasniji rad. Nakon povratka u Španjolsku 1965. god., učio je za izvanrednog profesora na ETSAM-u u Madridu (1966. – 70.). God. 1972. je postao profesor Elemenata kompozicije na na Visokoj školi arhitekture u Barceloni (Escuela Técnica Superior de Arquitectura de Barcelona, ETSAB), za što se preselio u Barcelonu. Predavao je arhitekturu na raznim mjestima diljem svijeta, a od 1985. – 1990. je bio predsjednik Harvardske postdiplomske škole dizajna, gdje je zamijenio slavnog profesora arhitekture, Josepa Lluísa Serta. Postao je i akademskim numerarijem likovne akademije Academia de Bellas Artes de San Fernando u Madridu u svibnju 1997. god.
Prestižnu Pritzkerovu nagradu je osvojio 1996. god. zbog svojih „paraelnih stremljenja prošlosti, sadašnjosti i budućnosti” u arhitekturi</ref name PP>.

## Djela
U Španjolskoj je dizajnirao brojne građevine uključujući obnovu palače Villahermosa (Thyssen-Bornemisza) u Madridu, Nacionalnog muzeja rimske umjetnosti u Meridi, proširenje madridskog željezničkog kolodvora Atocha, Tvornica Diestre u Zaragozi, Zakladu Pilar i Joan Miró u Mallorci i sjedište Bankintera u Madridu, te Gradske vijećnice u Logroñu i Murciji. Njegovi najnoviji radovi su proširenje muzeja Prado i proširenje Banke Španjolske (Banco de España), gotovo potpuno mimetičkim reproduciranjem postojećih zgrada.
Neke od istaknutih djela Monea u inozemstvu su Katedrala Gospe od Anđela u Los Angelesu, Umjetnički muzej Davis Sveučilišta Wellesley u Massachusettsu i zgrada Audrey Jones Beck (proširenje Muzeja umjetnosti) u Houstonu. Moneo je također dizajnirao i Chace centar, novu zgradu Rhode Island škole dizajna. Moneov najnoviji rad u SAD-u je Sjeverozapadna kutna zgrada (bivši Međuresorna zgrada znanosti) na Sveučilištu Columbia u New Yorku, koja je otvorena u prosincu 2010. god.
- Proširenje madridskog željezničkog kolodvora Atocha (1992.)
- Gradska vijećnica na trgu Cardenal Belluga, Murcia (1998.)
- Palača Kursaal, San Sebastián (1999.)
- Zgrada Audrey Jones Beck Houston, Texas (2000.)
- Katedrala Gospe od Anđela, Los Angeles, Kalifornija (2002.)
- Muzej znanosti u Valladolidu (2003.)

### Kronološki popis značajnijih djela
- Prefektura Logrono, Logrono, Španjolska (1973. – 1981.)
- Nacionalni muzej rimske umjetnosti, Merida, Španjolska (1980. – 1985.)
- Sjedište Banke Španjolske, Jaén, Španjolska (1983. – 1988.)
- Željeznički kolodvor Atocha, Madrid, Španjolska (1985. – 1988.)
- Zračna luka San Pablo, Sevilla, Španjolska (1989. – 1992.)
- Zgrada L'Illa Diagonal Avenue, Barcelona, Španjolska (1986. – 1993.)
- Muzej moderne umjetnosti i arhitekture u Stockholmu, Švedska (1991. – 1998.)
- Gradska vijećnica, Murcia, Španjolska (1991. – 1998.)
- Koncertna dvorana, Barcelona, Španjolska (1987. – 1999.)
- Kongresna palača i auditorij Kursaal, San Sebastián, Španjolska (1990. – 1999.)
- Zgrada Audrey Jones Beck, Muzej umjetnosti u Houstonu, Texas, SAD (1992. – 2000.)
- Muzej znanosti, Valladolid, Španjolska (2001.)
- Sveučilišna knjižnica Aremberg, Leuven, Belgija (1997. – 2002.)
- Kazalište u Baselu, Švicarska
- Katedrala Gospe od Los Angelesa, Los Angeles, Kalifornija, SAD (1996. – 2002.)
- Grand Hyatt Hotel i uredi u Berlinu, Njemačka
- Muzej Thyssen-Bornemisza palače Villahermosa, Madrid, Španjolska
- Klinika za dječje bolesti (Majčinstvo O'Donnell), Madrid (1996. – 2003.)
- Proširenje muzeja Prado, Madrid (2007.)
- Nova knjižnica Sveučilišta Deusto, Bilbao, Baskija (2009.)

## Vanjske poveznice
- José Rafael Moneo na stranicama Pritzkerove nagrade (engl.)